# Gonatodes lichenosus
Espèce
Statut de conservation UICN

 DD  : Données insuffisantes
Gonatodes lichenosus est une espèce de geckos de la famille des Sphaerodactylidae.

## Répartition
Cette espèce est endémique de l'État de Zulia au Venezuela.

## Publication originale
- Rojas-Runjaic, Infante-Rivero, Cabello & Velozo, 2010 : A new non-sexually dichromatic species of the genus Gonatodes (Sauria: Sphaerodactylidae) from Sierra de Perijá, Venezuela. Zootaxa, n. 2671, p. 1-16.